# Cừu lai

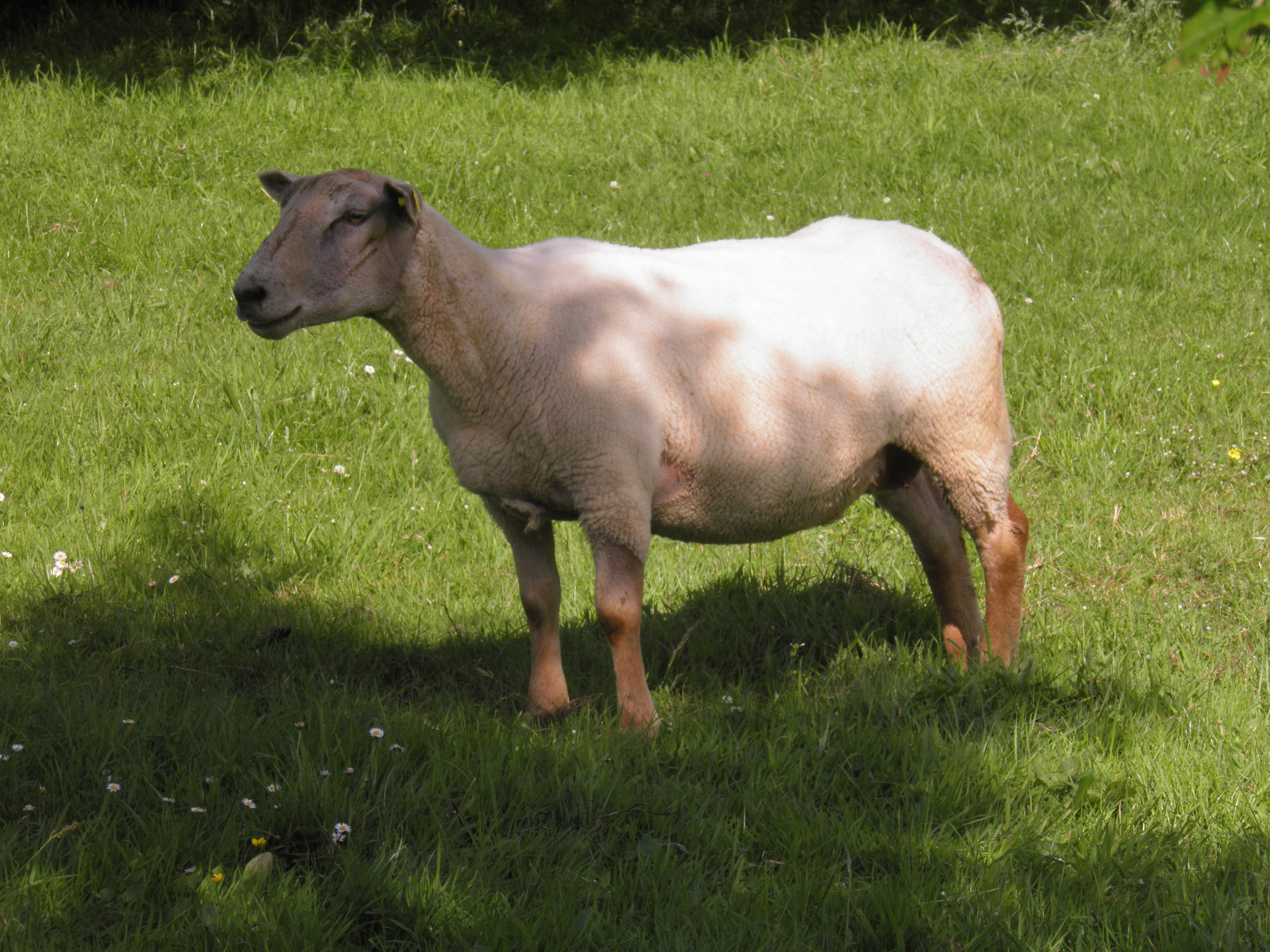
Cừu Texel là một giống cừu lai cao sản

Trong công tác chăn nuôi cừu, cừu lai (tiếng Anh: mule) là những con cừu được lai chéo giữa một giống cừu ở vùng đất thấp (thường là cừu Leicester biên giới) và một giống cừu vùng cao thuần chủng hoặc cừu đồi. Việc tạo ra con cừu lai như là một hệ thống quản lý chăn nuôi sử dụng rộng rãi trong đó tạo ra một số lợi thế cho người nông dân thông qua việc mang lại ưu thế lai, mang những đặc điểm tốt nhất của cả hai giống cừu.

## Tổng quan
Lai (crossbreeding) đã được áp dụng từ rất lâu nhằm khai thác tối đa đa dạng di truyền ở cừu, kết hợp các tính trạng mong muốn trong con lai, khắc phục các điểm yếu về một tính trạng nào đó ở giống mẹ hay giống bố. Lai đã trở thành một công cụ hữu hiệu trong chăn nuôi nói chung, chăn nuôi cừu nói riêng, nhiều số liệu về thị trường cho thấy hầu hết thịt cừu bán ra trên thị trường là thịt cừu từ các con cừu lai. Lai là một giải pháp giúp cải thiện năng suất thịt cừu, khả năng sinh sản và len ở cừu.
Nhu cầu của thị trường về thịt cừu ngày càng tăng mở ra một tương lai tốt đẹp cho chăn nuôi cừu thịt. Vì thế các nhà chăn nuôi cừu hiện nay chọn các giống cừu cho nhiều thịt hơn là cho nhiều lông và sử dụng lai như là một công cụ nhanh, mạnh và hữu hiệu để sản xuất các con lai đáp ứng được nhu cầu ngày càng tăng của thị trường. Các giống cừu khác nhau có thể tốt về các tính trạng kinh tế khác nhau. Một chương trình lai được thiết kế tốt sẽ cho phép sử dụng các giống khác nhau một cách tốt nhất để cải tiến hiệu quả sản xuất thịt, lông trong chăn nuôi cừu.

## Mục đích

### Tăng sinh sản
Để tăng khả năng sinh sản của cừu, bằng phương pháp là cho lai các giống địa phương với các giống cừu ngoại sinh sản tốt, cho thịt nhiều như các giống cừu cừu Romanov, cừu Phần Lan (Finish), cừu Charollais, cừu Suffolk, cừu Texel. Các giống cừu Dorset, cừu sừng Wiltshire, cừu Romney và cừu Southdown đã được đưa vào châu Á từ khá sớm. Các con lai của chúng với cừu các giống địa phương thường sinh trưởng nhanh hơn con thuần các giống địa phương. Thậm chí cừu lai chỉ có 25% máu Dorset hay Wiltshire cũng đã tăng khối lượng lên 10% lúc sáu tháng tuổi so với cừu giống địa phương cùng tuổi.
Cừu có 50% máu cừu Rambouillet hay cừu Merino Úc đã cải thiện số lượng và chất lượng lông so với cừu địa phương rất nhiều. Lai cũng là biện pháp khả thi để cải thiện hệ số di truyền về khả năng sinh sản thấp ở cừu. Kết quả ở Malaysia trên diện rộng cho thấy con lai giữa cừu Dorset x cái địa phương có khối lượng lúc cai sữa lớn hơn. Lai các giống cừu bản địa với các giống ngoại đã được sử dụng như một công cụ hữu hiệu để cải tiến nhanh số lượng và chất lượng lông ở cừu. So sánh năng suất của cừu Turcana thuần và các con lai F1 (cừu Lacaune x cừu Turcana), tốc độ sinh trưởng và năng suất sữa của cừu lai đã được cải thiện rất nhiều so với cừu thuần Turcana. 

### Như cầu thịt

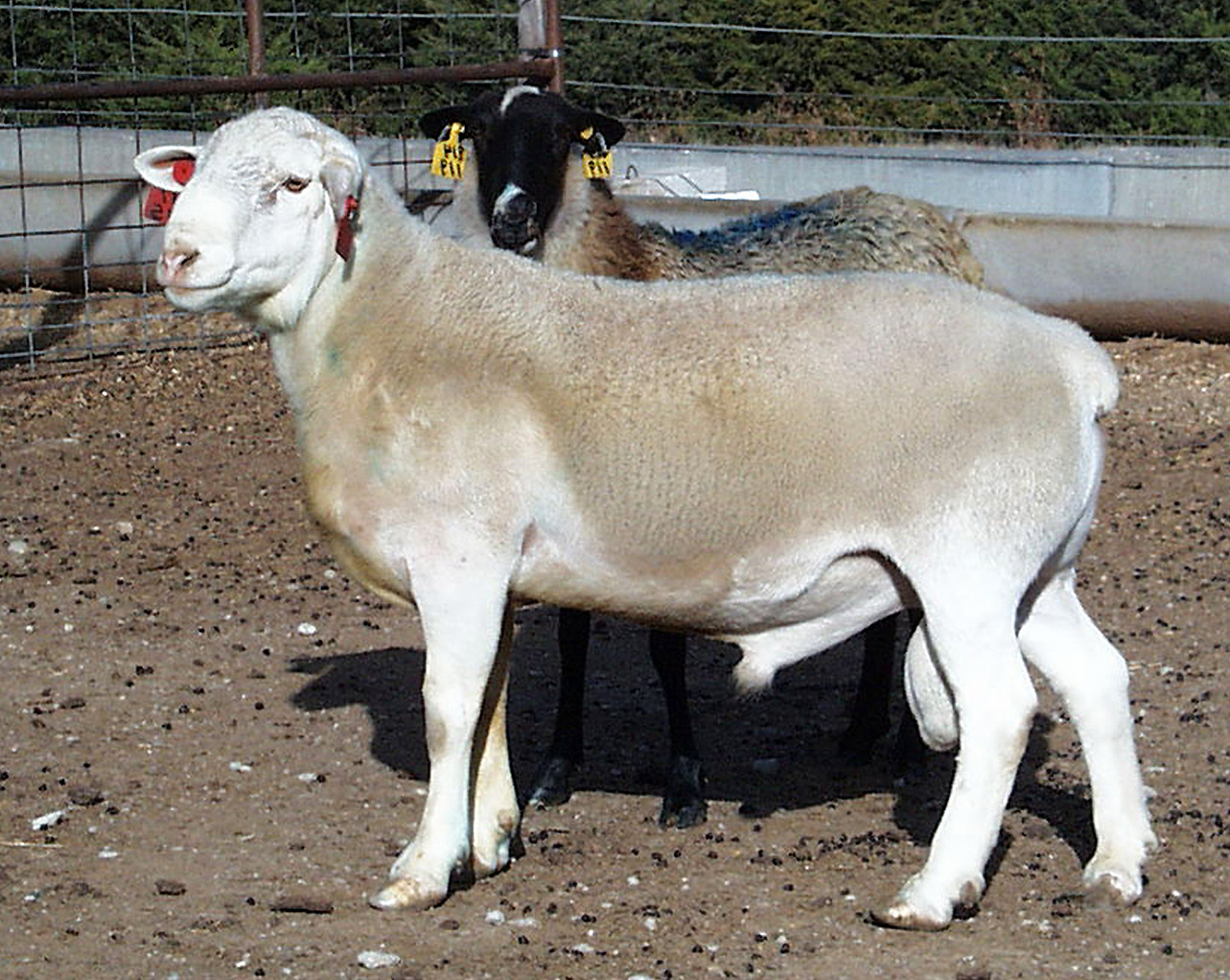
Một con cừu Dopper là giống lai chuyên thịt

Trên thế giới đã tạo ra nhiều giống cừu bằng con đường lai tạo như giống cừu Polypay, cừu Hampshire, cừu Canadian Arcott, cừu Oxford, cừu Rouge de L'Ouest, cừu Columbia, cừu Berrichon du Cher, cừu British Milk Sheep, cừu Romanov, cừu Charollais, cừu Texel, và giống cừu Dorper được lai tạo giữa cừu đầu đen Ba Tư (Black-headed Persian) và cừu sừng Dorset Horn, ngày nay với những đặc điểm nổi trội, chúng đã trở nên phổ biến ở nhiều quốc gia trên thế giới. Sử dụng cừu Dorper để lai tạo là giải pháp hữu hiệu cải thiện tầm vóc và khả năng sản xuất thịt của cừu Phan Rang.
Để đáp ứng nhu cầu về thịt cừu, lai cừu Romanov với cừu đực giống thịt cừu Wiltshire Horn đã được tiến hành tại Lithuania từ năm 2009. Kết quả cho thấy cừu Romanov lai với cừu đực Wiltshire Horn đã có ảnh hưởng tích cực đến khối lượng (cừu lai nặng hơn 1,04-1,25 kg), tốc độ sinh trưởng tăng (tăng thêm 36,55-50,85 g/ngày) và tỷ lệ thịt xẻ ở con lai tăng, mặc dù số cừu con sinh ra bị giảm đi 26,50%. Thông qua lai tạo với cừu German Blackheaded, năng suất thịt của cừu Turcana trong điều kiện chăn nuôi hữu cơ đã được cải thiện đáng kể. Thịt cừu lai Turkish Merino × Awassi (F1) mềm hơn thịt cừu thuần thuộc giống cừu Awassi.
Khi cho lai giữa cừu Suffolk ở Bỉ với cừu Rideau Arcott, khối lượng cừu lai lúc sơ sinh, 21 và 91 ngày tuổi đã tăng đáng kể so với cừu mẹ. Cừu Suffolk và cừu Ile de France đã cải thiện năng suất vỗ béo của cừu Merino Hungary, chứng tỏ cả hai giống là cơ sở tốt để lai với cừu Merino Hungary. Con lai cừu Naeemi x cừu Border Leicester Merino (BLM) cho khối lượng thịt xẻ nặng hơn nhưng cũng có nhiều mỡ trong thịt xẻ hơn so với mỡ trong thịt xẻ của cừu thuần Naeemi. Khi lai các giống cừu địa phương với cừu Arkhar-Merino đã có ảnh hưởng tích cực đến các đặc tính của lông. Con lai cừu Charolais x cừu Awassi và cừu Romanov x cừu Awassi sinh trưởng tốt hơn con thuần giống cừu Awassi, đây có thể là hiệu ứng của ưu thế lai và khác biệt về địa lý.
Gần đây năm giống cừu đực cừu Dorset, cừu Finnsheep, cừu Romanov, cừu Texel và cừu Montadale và hai giống cừu cái cừu Composite III và Northwestern Whiteface đã được đánh giá ở cả quần thể thuần và lai. Sản xuất thịt cừu thương mại có thể được cải thiện đáng kể nếu sử dụng con cái lai cừu Romanov là con mẹ trong hệ thống lai luân chuyển. thì con lai giữa cừu Kivircik với cừu German Black-Headed (GBM) tăng trọng cao hơn và tiêu tốn thức ăn cho một đơn vị tăng trọng thấp hơn trong thời kỳ vỗ béo. Lai giống không có ảnh hưởng lớn đến tỷ lệ thịt xẻ và khối lượng thịt xẻ. 

## Các tổ hợp lai
- Cừu lai F1 (St.Croi x White)
- Cừu lai F1(Merino × Ile de France)
- Cừu lai F1 (Merino × Suffolk)
- Cừu lai F1 (Cừu Dorper x cừu Ile de France).
- Cừu lai F1 (Pelibuey Mexico x Rambouillet)
- Cừu lai F1 (Targhee× Hampshire)
- Cừu lai F1 (Pelibuey Mexico x Suffolk)
- Cừu lai F1 (Suffolk và Dorset)
- Cừu lai F1 (Suffolk x Dorset và Dorset x Suffolk)
- Cừu lai F1 của cừu đực các giống thịt với cừu cái cừu Merino như 
  - Merino × cừu Ile de France
  - Merino × cừu German Blackheaded
  - Merino × cừu Texel
- Cừu lai F1 (cừu Merino Hungary × cừu Ile de France)
- Cừu lai F1 (cừu Merino Hungary × cừu Suffolk)
- Cừu lai F1 (cừu Merino Hungary × cừu Ile de France)
- Cừu lai F1 (cừu Merino Hungary × cừu Suffolk)
- Cừu lai F1 (Cừu Naeemi x cừu Border Leicester Merino (BLM)
- Cừu lai F1 (cừu Charolais x cừu Awassi)
- Cừu lại F1 (Cừu Romanov x cừu Awassi)
- Cừu lai F1 (cừu German Blackheaded x cừu Turcana)
- Cừu lai F1 (Ile de France x Akkaraman (IDFAG1)
- Cừu lai F1 (cừu Suffolk x cừu Turcana)
- Cừu lai F1 (Suffolk x Turcana)
- Cừu lai F1 (Cừu Turkish Merino × Awassi)
- Cừu lai F1 (Awassi X Romanov)
- Cừu lai F1 (Dorper x Phan Rang)
- Cừu lai F1 (Dorper x Turcana)
- Cừu lai F1 (Dorper x cừu Rabo Largo)
- Cừu lai F1 (Dorper x Santa Inês)
- Cừu lai F1 (Dorper x cừu Morada Nova)
- Cừu lai F1 (Dorper x Merino)
- Cừu lai F1 (Dorper x Phan Rang)
- Cừu lai F1 (Dorper x cừu Santa Inês và Dorper x Merino).
- Cừu lai F1 (Dorper x Rabo Largo)
- Cừu lai F1 (Dorper x Morada Nova).
- Cừu lai F1 (Suffolk x Phan Rang)
- Cừu lai F1 (Dorper x Turcana)
- Cừu lai F1 (Dorper x cừu Gyimesi Racka)
- Cừu lai F1 (Dorper x Merino)
- Cừu lai F1 (Dorper x Phan Rang)
- Cừu lai F1 (Dorper x Morada Nova)
- Cừu lai F1 (Dorper x Tsigai)
- Cừu lai F1 (Dorper x Turcana)
- Cừu lai F1 (Dorper x Phan Rang)
- Cừu lai F1 (giống Nali và Corriedale)
- Cừu lai F1 (cừu Lacaune x cừu Turcana)
- Cừu lai ½ (Polwarth x Kage)
- Cừu lai ¾ (Polwarth x Kage)
- Cừu lai ½ (Borderleicerter x Kage)
- Cừu lai ½ (Rambuillet x Kage)
- Cừu lai ½ Dorset Horn,
- Cừu lai 3/4 Dorset Horn
- Cừu lai F2 (Dorper x (Dorper x Turcana)
- Cừu lai 3 máu (Dorper x St. Croi x White)
- Cừu lai 3 máu (cừu Columbia × cừu Southdown × cừu Corriedale)
- Cừu thiến giống nhiệt đới lai ôn đới
- Con lai giữa cừu Dorset x cái địa phương Malaysia
- Con lai giữa cừu đực Dorset với cừu cái địa phương Malaysia
- Cừu địa phương Malaysia lai với cừu Dorset Horn
- Cừu đực Dorper lai với giống cừu địa phương của Braxin